# 1993 في جنوب إفريقيا
فيما يلي قوائم الأحداث التي وقعت خلال عام 1993 في جنوب أفريقيا.

## رياضة
- 1 يناير – بطولة أفريقيا لألعاب القوى 1993

## برامج ومسلسلات وأنمي
- إيغولي: مكان الذهب

## مواليد

### يناير
- 13 يناير – ستورم رو لاعب كرة قدم أسترالي.
- 22 يناير – كيجان دولي لاعب كرة قدم جنوب أفريقي.

### مارس
- 2 مارس – ستيفن أوديندال متسابق دراجات نارية جنوب أفريقي.

### أبريل
- 15 أبريل – مينزي ماسوكو لاعب كرة قدم جنوب أفريقي.
- 23 أبريل – أوسكارين ماسولوكي لاعب كرة قدم جنوب أفريقي.

### مايو
- 6 مايو – ميخائيل ترافيس لاعب كرة قدم جنوب أفريقي.
- 8 مايو – ترافيس غراهام لاعب كرة قدم جنوب أفريقي.

### يونيو
- 7 يونيو – أليكس ماك جريجور

## وفيات

### أبريل
- 24 أبريل – أوليفر تامبو (مواليد 1917) سياسي جنوب أفريقي.

### أكتوبر
- 7 أكتوبر – سيريل كوزاك (مواليد 1910)